# Баш, Роза-Селеста
Роза-Селеста Баш, графиня Вьен (фр. Rose-Céleste Bache; 18 марта 1774, Руан — 27 марта 1843) — французская писательница и поэтесса.

## Биография
Роза-Селеста Баш, графиня Вьен родилась 19 марта 1774 года в городе Руане в семье генерала Жака Франсуа Баша, жена Жозефа-Мари Вьена, сына художников Жозефа-Мари Вьена Старшего и Марии-Терезы Ребуль.
Обратившись к литературе, Баш выучила, в частности, греческий язык и латынь, благодаря чему опубликовала несколько переводов. Во время своего «феминистского» периода она была редактором журнала «Дамы и моды» под руководством Мари де Л’Эпине.
Также известна в качестве поэтессы и издательницы Анакреона во французском прозаическом переводе (1825) и «Поцелуев» Иоанна Секундуса в стихотворном переводе.
Роза-Селеста Баш, графиня Вьен умерла в Бордо 27 марта 1832 года и была похоронена на кладбище Пер-Лашез в Париже.